# Rhododendron bakeri
Rhododendron bakeri är en ljungväxtart som först beskrevs av John Gill Lemmon och Mckay, och fick sitt nu gällande namn av Hume. Rhododendron bakeri ingår i släktet rododendron, och familjen ljungväxter. Inga underarter finns listade i Catalogue of Life.